# Tučňák galapážský
Tučňák galapážský (Spheniscus mendiculus) je menší ohrožený druh tučňáka, který žije pouze na Galapážských ostrovech. Je jediným druhem tučňáků, který  vyvádí své potomstvo v okolí rovníku. Jako první se o něm zmínil ornitolog Carl Jakob Sundevall v roce 1871. Latinské jméno mendiculus v překladu znamená „malý žebrák“ a pravděpodobně odkazuje na jeho malou dosahující výšku (kolem 50 cm).
Tučňák galapážský se živí výhradně rybí stravou, a především pak vyhledává různé druhy sardinek a ančoviček. Součástí jeho jídelníčku jsou ale i některé druhy hlavonožců, měkkýšů nebo korýšů. Hnízdí neobvykle až třikrát do roka. Nejprve se na hnízdiště dostaví samci, kteří obsadí zpravidla to samé hnízdo, na jakém se nacházeli naposledy. Tvoří zpravidla monogamní páry, a před pářením tak dochází pouze ke krátkodobým námluvám. Do hnízda snese samice jedno nebo dvě vejce (nejčastěji v období mezi květnem a červencem), a po 38 až 42 dnech inkubace se vylíhnou ochmýřená mláďata, o která pečuje obě pohlaví. Asi v 60 dnech života jsou plně opeřena a kolonii opouští.
Tučňák galapážský je velice vzácný pták o velmi nízké populaci, obývající pouze nevelkou rozlohu ostrovů. Věnovat se ochraně tohoto ohroženého druhu je nanejvýš důležité. Podle Mezinárodního svazu ochrany přírody v divočině přežívá pouze 1 200 dospělých ptáků (k roku 2020).

## Rozšíření

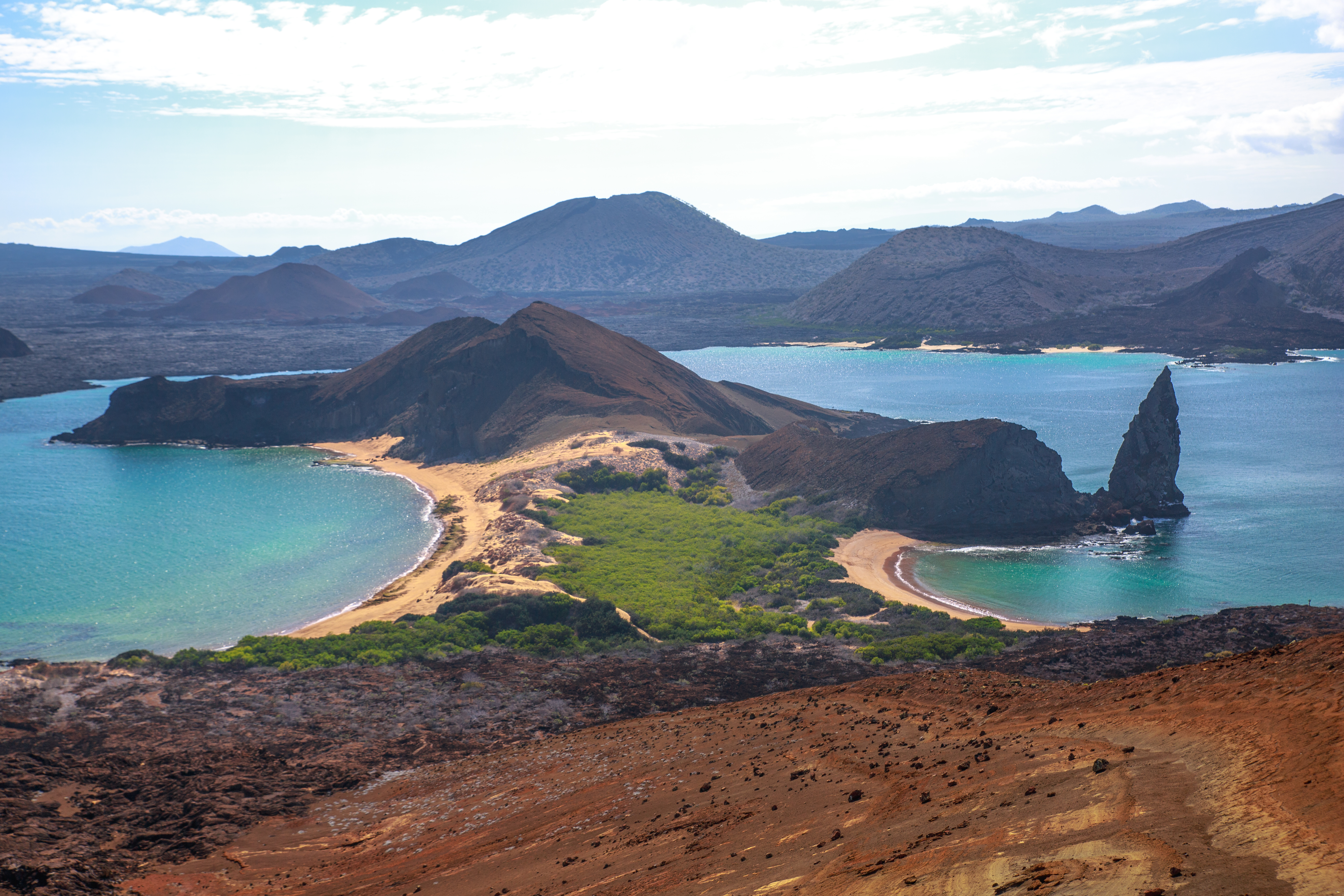
Tučňák galapážský žije v tropickém pásmu (ostrov Bartolomé a San Salvador)

Tučňák galapážský je endemitem Galapážkých ostrovů. Největší hnízdící kolonie (95 %) jsou na ostrovech Isabela (angl. Albemarle) a Fernandina (Narborough), další drobné (5 %) na ostrovech Floreana (Charles), San Salvador (James), Santa Cruz (Indefatigable) a Bartolomé.
Protože se pohybuje v blízkosti rovníku, může zatoulat jako vůbec jediný druh až na severní polokouli. Vždy se však jedná pouze o krátký pobyt v oceáně, a tak nelze z praktického hlediska říci, že je tučňáka galapážský jakousi výjimkou mezi ostatními druhy z řádu Sphenisciformes, jejichž výskyt je zcela vymezen na polokouli jižní. Ojediněle mohou tučňáci zahnízdit na vrcholku ostrova Isabela, který se nachází jen těsně nad rovníkem.

### Přizpůsobení podmínkám
V místech která si vybrali za pravidelná hnízdiště se pohybuje teplota vzduchu od 25 do 40 °C a teplota vody od 15 do 28 °C. Vůbec přežít v těchto podmínkách tučňákům umožňují studené proudy Humboldtův z jihu a Cromwellův ze západu, které se u Galapág mísí s teplým proudem Panamským. Studené proudy ochlazují vodu a jsou bohaté na potravu.
Vysokým teplotám se tučňáci galapážští přizpůsobili několika způsoby; Ve větším rozsahu než je zvykem kolísá jeho tělesná teplota, na vzduchu se pohybuje od 38 do 42 °C a ve vodě od 37 do 39 °C. Tělesnou teplotu snižují převážně vyzařováním tepla z nohou a křídel, ty jsou až o 7 °C chladnější než je teplota trupu. Na souši drží tučňáci vždy křídla odtažena od těla. Dále se ochlazují zrychleným dýcháním otevřeným zobákem, které může dosáhnout až 75 vdechů za minutu. Aby toho nebylo málo, po okrajích v okolí zobáku mají neopeřenou a narůžovělou kožní oblast, jež je hustě prokrvená a slouží rovněž k termoregulaci. Čím je jejich tělní teplota vyšší, tím větší množství krve se v těchto žlázách nachází a může být tak ochlazena okolním vzduchem. V takové situaci je pak růžově zabarvení kůže patrnější (tmavší).
Tučňáci galapážští tráví přes den více než 12 hodin ve vodě, vylézají na břeh až večer. V době přepeřování se před sluncem skrývají do stínů skal nebo zalézají do jejich trhlin. Mají oproti jiným druhům rodu Spheniscus o třetinu kratší peří, což také usnadňuje vyzařování tepla.

## Popis

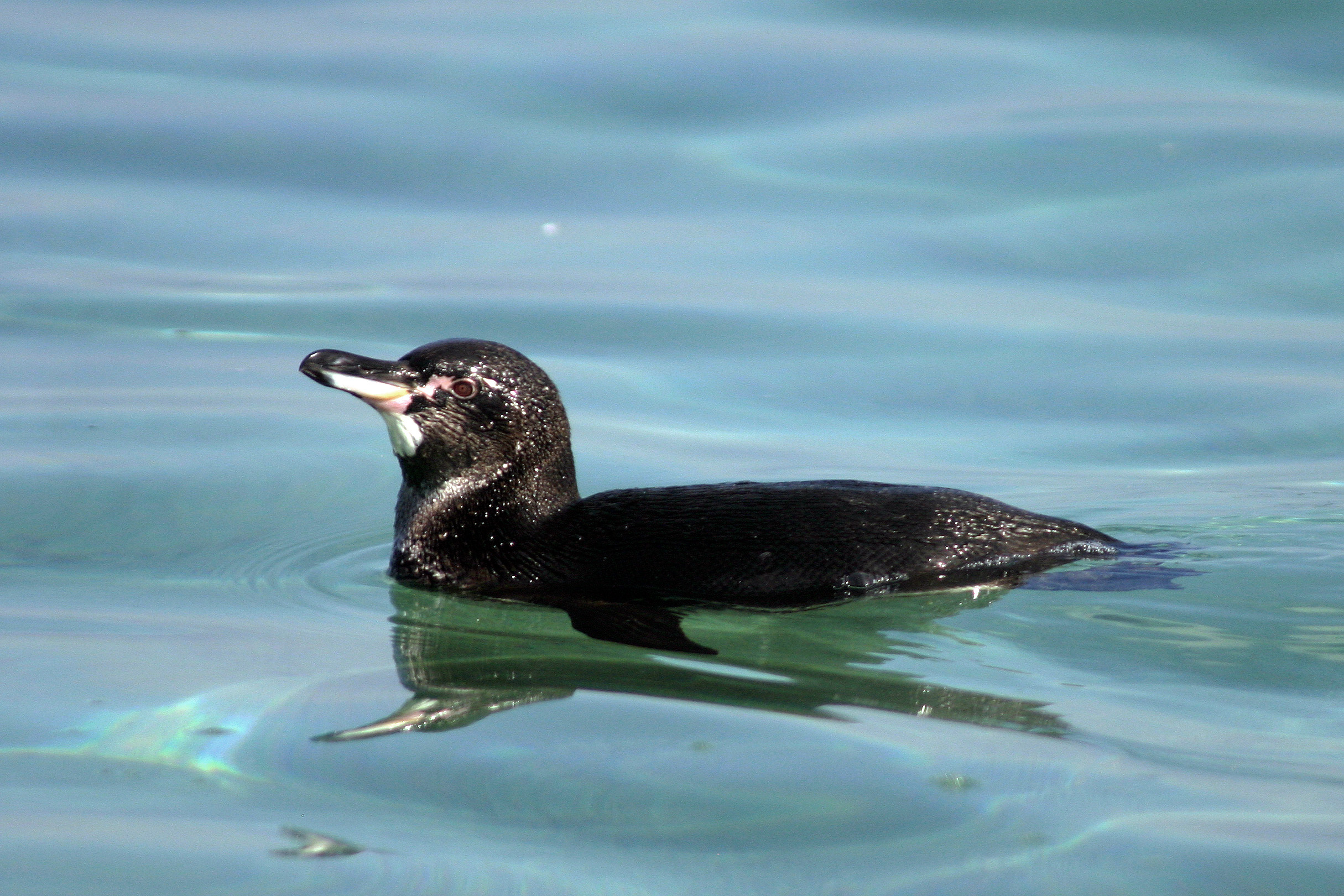
Samec tučňáka galapážského; vodní prostředí je pro tyto ptáky zcela přirozené

Tučňák galapážský je podobně zbarvený jako ostatní tučňáci z rodu Spheniscus. Na rozdíl od nich má ale tmavé tváře a jen úzký bílý pásek táhnoucí se od oka k hrdlu, zde se napojující k druhému úzkému pásku z druhé strany hlavy. Hlavu a oblast zad má tmavě šedou až tmavě hnědou (pocitově černou). Břicho má pak bíle s případnými černými fleky, které nikdy nejsou totožné s jiným jedincem. Toto kontrastní zbarvení je dělené nepravidelnou linií připomínající podkovu, kterou kopíruje mírně oddělený, avšak rozostřený pruh. Zobák je černě zbarvený s různorodými skvrnkami, ale spodní část vyniká delším bílým až růžovým páskem, u kořene zobáku pak nažloutlým.
Mláďata jsou zbarvena modro-šedě s nedefinovaným vzorem. Odrostlejší jedinci jsou následně šedobílý, ošaceni již juvenilním (nepromokavým) peřím. Do plného opeření dospělých se vybarví až ve věku dvou let.  
Tučňák galapážský je nejmenším druhem svého rodu; s délkou těla 48 až 53 cm a hmotností 2 až 2,5 kg. Samec dosahuje nepatrně větších rozměrů než samice. Velikost odpovídá Bergmannovu pravidlu; velikost zvířat téhož druhu nebo úzce příbuzné skupiny se zvětšuje se vzdálenosti od rovníků k oběma pólům.

## Potrava a způsob lovu

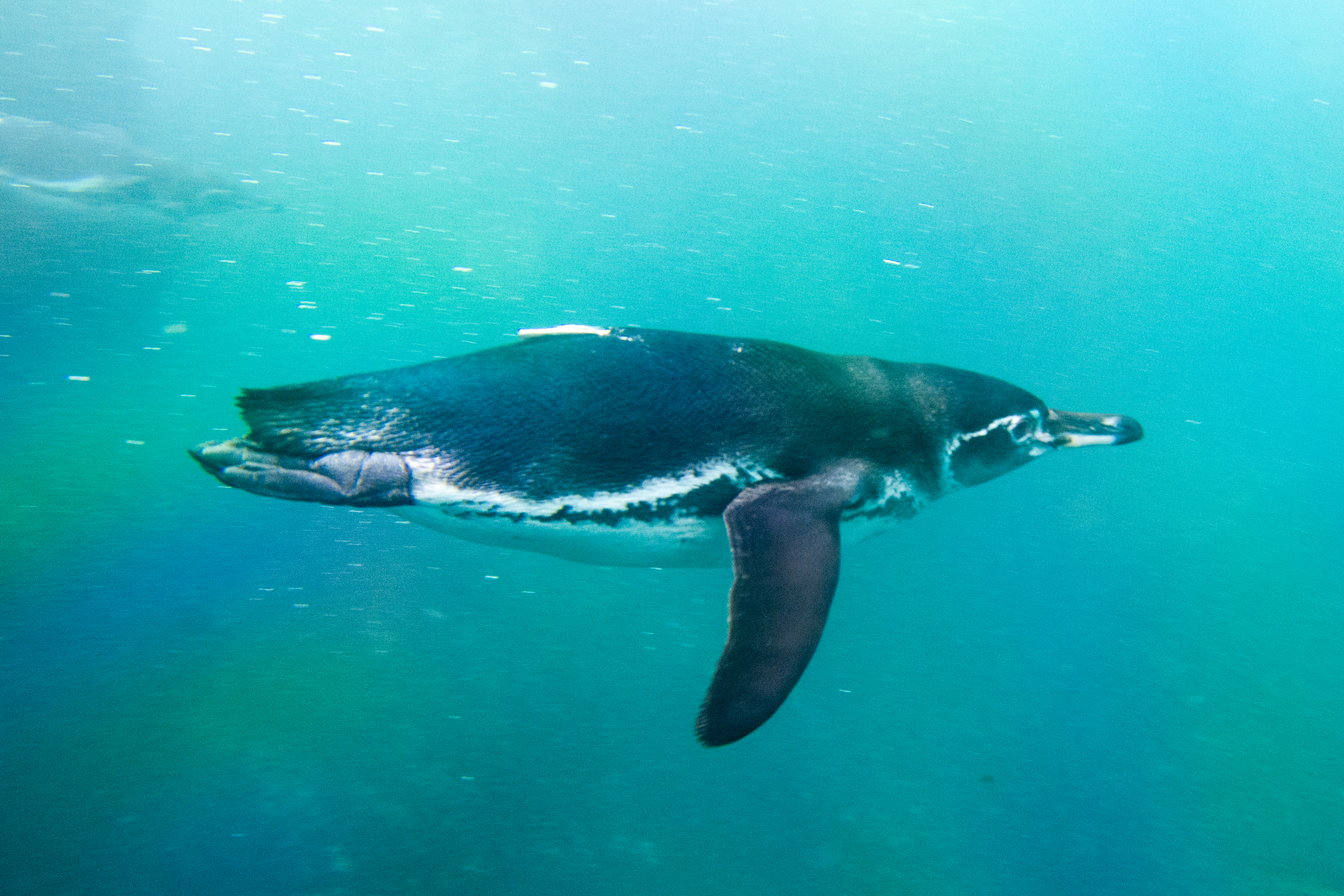
Tučňák galapážský má vnitřek zobáku osazený zpětně orientovanými háčky, a uchopená kořist tak nemá šanci uniknout

Tučňák galapážský se živí výhradně rybí stravou, a především pak vyhledává různé druhy sardinek a ančoviček ve velikosti 10 až 180 mm. Součástí jeho jídelníčku jsou i některé druhy hlavonožců, měkkýšů nebo korýšů.
Podniká asi 15 až 30 metrové ponory, v nichž setrvává zhruba 90 sekund (častěji se však pohybuje pouze v hloubce tří metrů). V období rozmnožování začíná lovit už za rozbřesku a vrací se zpravidla v odpoledních hodinách. Pakliže jsou podmínky zhoršeny (např. vlivem El Niño), přichází nakrmit svá mláďat patrně později, protože na moři setrvává déle.
Loví ve skupinách o 30 až 80 jedincích, a jako tým spolu nahánějí ryby shlukující se v hejnech v mělkých zátokách. Soustavně obeplouvají vyhlédnuté hejno, které se stále více smrskává směrem do sebe. V konečné fázi vzniká jakýsi sloup zmatených ryb krouživých kolem do kola; shora na ně tlačí vodní hladina, zatímco zdola na ně číhá několik hladových zobáků. Tučňáci pak do středu hejna vplouvají a již snadnou kořist chytají a polykají. Pokud se nacházejí v blízkosti vodního dna, rozvíří navíc písek, čímž kořist dezorientují úplně (podobně a zcela účelně tak činí třeba některé druhy delfínů).

## Přirození predátoři
Galapážské ostrovy skýtají bohatou faunu a tučňáci tak mají mnoho přirozených nepřátel. Hadi a krabi (především z rodu Graphus) se živí vejci z hnízd, a pro již vylíhlá mláďata představují hrozbu racci nebo sovy. Také invazivní druhy, jako zatoulaní psi a kočky zabíjejí mláďata nebo dospělé. Na moři se na snižování jejich počtu podílejí především žraloci, kosatky či lachtani.

## Rozmnožování

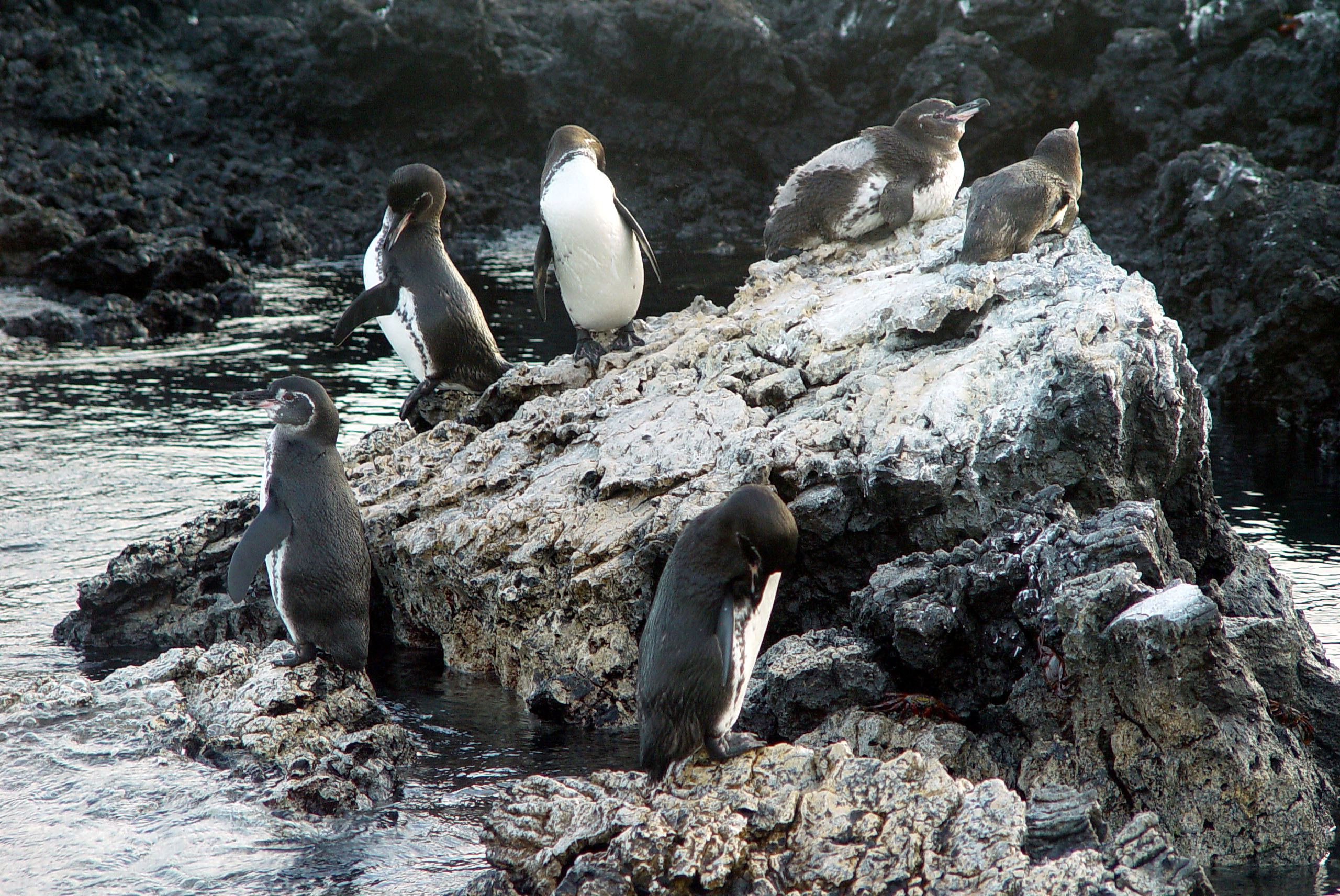
Tučňák galapážský obměňuje své peří i dvakrát do roka, zatímco jiné druhy tučňáků pouze jednou

Rozmnožovací aktivity tučňáka galapážského nejsou fixně známy. Není limitován proměnlivou hojností potravy ani patrnější změnou svého prostředí, a tak častokrát hnízdí dvakrát až třikrát do roka. Jeho rozhodnutí ovlivňuje maximálně teplota oceánu, která by se měla pohybovat v rozmezí 19–22 °C. V takových vodách se vždy nachází dostatečné množství potravy. Jsou-li tyto skromné podmínky splněny, objeví se na břehu a zahnízdí.
Nejprve se na hnízdiště dostaví samci, kteří obsadí zpravidla to samé hnízdo, na jakém se nacházeli naposledy. Jednoduché hnízdo si připravují v dutinách skal nebo v lávových tunelech, které vystýlají měkkým podkladem, tedy trávou, větvemi nebo listím.Taktéž vytvářejí hnízda ze základu guána, nebo se jedná o ukrytou prohlubeň v zemině, případně o vyhloubenou noru. V jakémkoli případě se nacházejí na místech vzdálených zhruba 50 metrů od moře.
Tučňáci galapážští tvoří zpravidla monogamní páry. Před pářením tak dochází pouze ke krátkodobým námluvám, v kterých se o sebe partneři otírají, čistí se a v konečné fázi společně troubí, ve znamení uzavřeného svazku. Při páření leží samice na břichu, samec ji vyskočí na záda a snaží se přitisknout svou kloaku k její. 
Do hnízda snese samice jedno nebo dvě vejce (nejčastěji v období mezi květnem a červencem). Po 38 až 42 dnech se vylíhnou ochmýřená mláďata, o která se starají oba rodiče. Zhruba v 60 dnech mají mladiství juvenilní šat a kolonii opouští. Schopni reprodukce budou za poměrně dlouhou dobu ve stáří 4 až 6 let. Tučňák galapážský se může dožít až 20 let.

## Ohrožení
Podle IUCN je tučňák galapážský považován za ohrožený druh. Ohrožuje ho řada faktorů a na vině je často sám člověk. Hrozbami jsou; nadměrný rybolov, vliv přirozených či invazních predátorů, nebo též  klimatický jev El Niño, kvůli kterému se areál ve kterém žije stává chudším na potravu (v řádkách několika let se naruší ekologická rovnováha a tučňáci trpí nedostatkem potravy).
Ačkoli je populace tučňáků galapážských podle veškerých předpokladů nízká, přesná čísla neznáme; od roku 1971 se usuzovalo, že na ostrovech hnízdí asi 700 až 10 000 jedinců. V roce 2009 pak již pouze 1 800 až 5 000 jedinců. Od roku 2017 odborníci odhadovali, že na Galapážských ostrovech hnízdí podobný počet ptáků – asi 1 000 až 2 000 jedinců. Podobný, velmi nízký údaj, uvádí též Mezinárodní svaz ochrany přírody, který k roku 2020 odhaduje populaci na 1 200 dospělých jedinců.